# لوید ایسلر
لوید ایسلر (انگلیسی: Lloyd Eisler؛ زادهٔ ۲۸ آوریل ۱۹۶۳) اسکیت‌باز نمایشی اهل کانادا است.